# Harrah's Las Vegas
Le Harrah's est un hôtel-casino de Las Vegas.
Il est situé entre le Casino Royale et l'Imperial Palace.

## historique
Le site où est construit le Harrah's a d'abord été occupé par le Holiday Casino qui a ouvert ses portes en 1973.
En 1992, la propriété était rebaptisée Harrah's.
En 1997, le groupe Harrah's Entertainment rachetait la propriété. Lors des rénovations, le nouvel hôtel-casino remplaçait son vieux thème pour adopter un thème sur le carnaval.
Après les travaux, on vit apparaitre une tour de 35 étages contenant 986 chambres.
Lors de la réouverture, Harry Connick, Jr. animait la soirée au Carnaval Court (le nightclub de l'hôtel. Plusieurs grandes célébrités étaient présentes pendant cette soirée (Sidney Poitier, Sandra Bullock, Minnie Driver, Stephen Baldwin, Lea Thompson, Mike Bergin, Dick Butkus, Steve Wynn et sa femme, Elaine.

## Les commodités de l'hôtel
L'hôtel compte 2 579 chambres et suites.
Le casino a une surface de 8050 m2 et offre de nombreuses tables de jeux et machines-à-sous.
l'hôtel possède plusieurs restaurants :
- Flavors Buffet
- Ming's Table
- Penazzi
- Starbucks
- Café at Harrah's
- The Range Steakhouse
- Carnaval Court Bar & Grill
- Winning Streaks Bar & Grill
- Toby Keith's I Love This Bar

L'hôtel possède aussi un nightclub (Carnaval Court), plusieurs piscines, un jacuzzi, un Spa (The Spa), plusieurs divertissements (Live entertainment, Rita Rudner, Improv Comedy Club et  the Mac King Comedy Magic Show).